# František Horký
František Horký (6. prosince 1879, Strakonice – 21. března 1936, Praha) byl český malíř a grafik.

## Život
Vystudoval Akademii výtvarných umění v Praze u profesorů Františka Ženíška a Hanuše Schwaigera. Absolvoval studijní pobyty v Mnichově, Paříži a v Nizozemsku. Je autorem ilustrací k pohádkám (pod vlivem svého učitele Schwaigera). Dále se věnoval krajinomalbě. Pro edici Knihy dobrých autorů, kterou vydávala Kamilla Neumannová, provedl ilustrace a grafickou úpravu několika titulů.

## Galerie

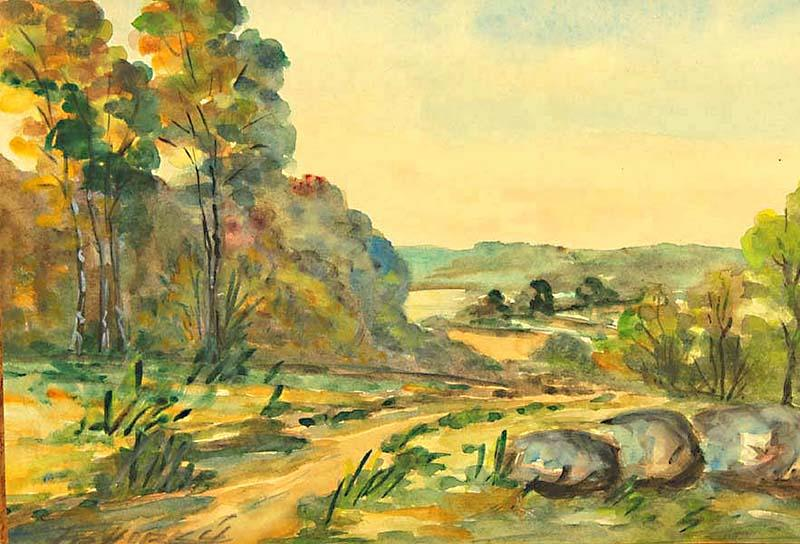
Krajina s kameny
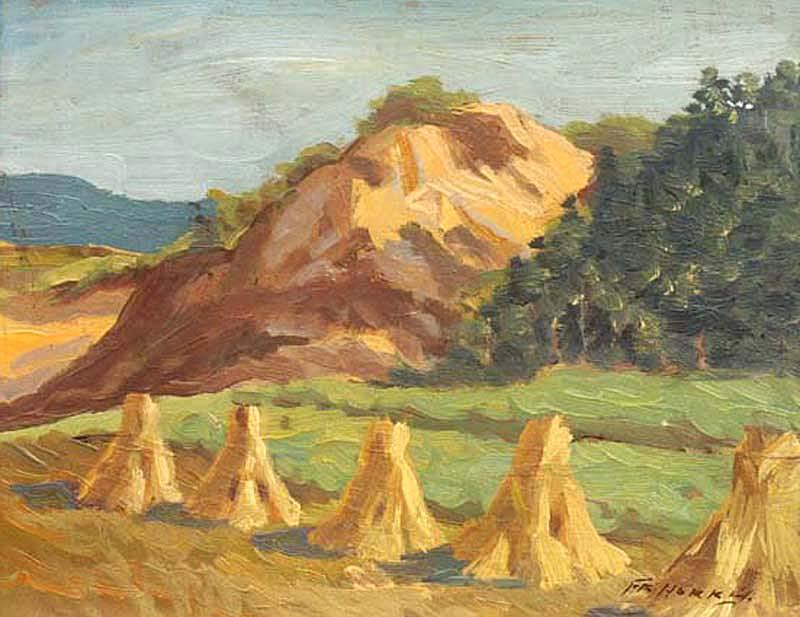
Sklizeň v horách
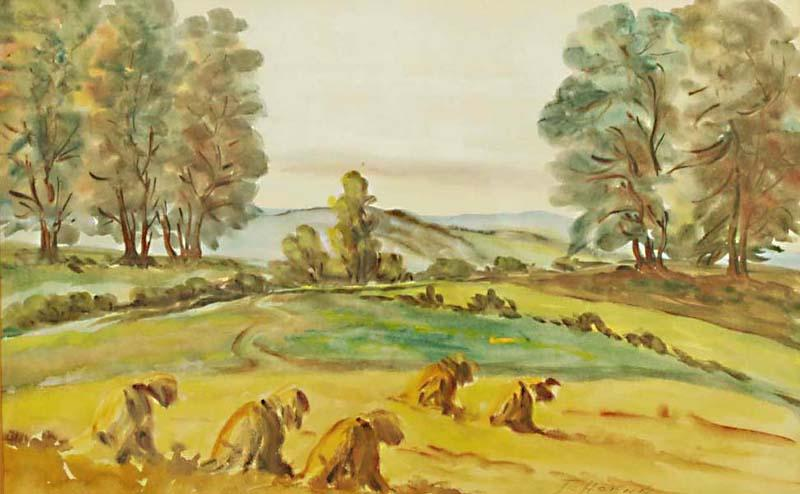
Sklizeň
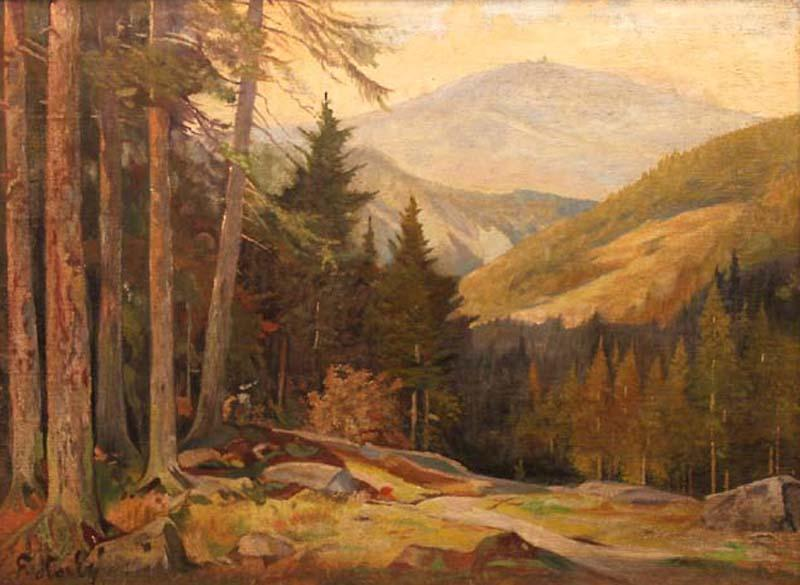
V horách
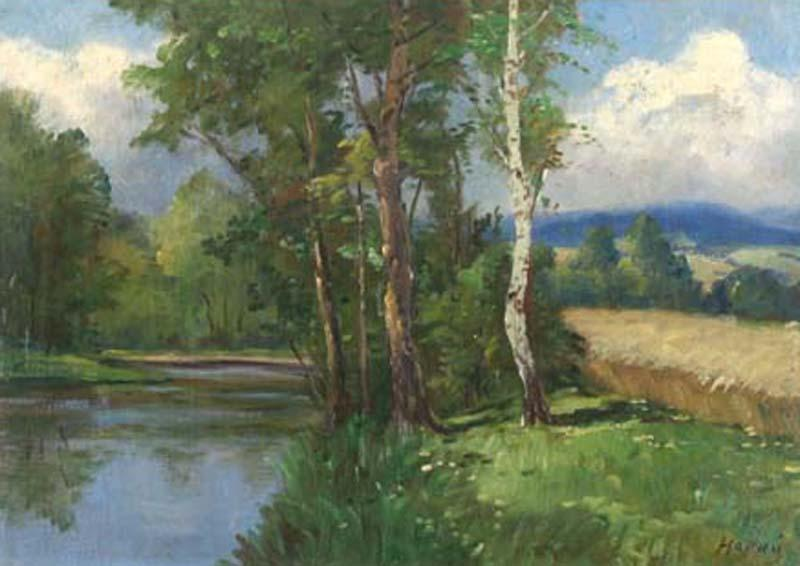
Řeka